# Puntate di Doppio gioco
Le quattro puntate della miniserie televisiva Doppio gioco sono state trasmesse in prima visione e in prima serata su Canale 5 dal 27 maggio al 17 giugno 2025.
| nº | Titolo          | Prima TV       |
| -- | --------------- | -------------- |
| 1  | Prima puntata   | 27 maggio 2025 |
| 2  | Seconda puntata | 3 giugno 2025  |
| 3  | Terza puntata   | 10 giugno 2025 |
| 4  | Quarta puntata  | 17 giugno 2025 |

## Prima puntata
Daria Girardi da bambina era molto legata al padre Pietro, il quale era un uomo intelligente ma che frequentava cattivi giri, morì una notte quando la sua auto esplose, da allora Daria e suo fratello Davide sono cresciuti senza una famiglia. In età adulta Daria ora è una donna che vive di solo poker, viene arrestata con l'accusa di truffa nel gioco d'azzardo (benché fosse innocente) avendole sequestrato casa e soldi dovrà scontare tre anni in una comunità (il San Biaggio) per donne in alternativa alla prigione.
Fa amicizia con Jamilah, sua compagna di stanza alla comunità, le due vanno al Rome-Fiumicino International Airport per i lavori socialmente utili, lì conosce Ettore Napoli, capo della sicurezza, lavorava per la guardia di finanza, nella sua squadra ci sono Walter Bonetti e Mariangela Levi, sono loro a fare da supervisori. A Daria viene affidato il compito di pulire la zona nastri dove un uomo ha fatto cadere accindentalmente dell'olio, lei va lì per pulire e vede Pietro, che credeva morto, appena giunto a Roma in aeroporto con un volo da Panama. Lo vede prendere un taxi e con astuzia riesce a convincere un taxista a dirle dove sia diretto: nell'hotel The Rome.
Longardi, membro dei servizi segreti e diretto superiore di Ettore, lo informa che Rolando Infantino (ovvero Pietro) alloggerà al The Rome, è accompagnato dalle sue guardie del corpo, Renato Menin e Yuri. Vorrebbe che coinvolgesse Daria nell'indagine, avendo notato che lei all'aeroporto aveva seguito Infantino avanzando l'ipotesi che lo conosca. Daria confessa a Davide (che di professione è un avvocato) che Pietro è vivo, ma lui stenta a crederci. Daria va con Jamilah al The Rome, chiede informazioni ad Alberto, il barista che lavora lì, ma lui a cuasa della politica di riservatezza dell'hotel non può darle informazioni.
Al The Rome, Daria incontra Nathaniel, giocatore di poker del circuito professionista nonché suo conoscente, grazie a lui accede alla sala privata dove incontra il padre, ma Pietro finge di non conoscerla. Giocano a poker insieme, addirittura Daria tenta di provocarlo scommettendo il braccialetto che lui le regalò, ma Pietro si finge indifferente.
Ettore sequestra Daria, le chiede in che rapporti è con Infantino, ma lei afferma di conoscerlo solo come giocatore di poker, non si lascia intimidire da lui. Il giorno dopo Ettore le propone di collaborare con lui, se accetta verrà prosciolta dalle accuse e la sua pedina verrà ripulita: deve aiutarli a stabilire un contatto con Infantino, egli viene chiamato Gemini, lavora per un gruppo criminale, un cartello che da gruppo della ndrangheta si è poi evoluto in un'impresa indipendente di livello internazionale. La guardia di finanza vuole smantellare l'organizzazione, Gemini si occupa di amministrare e riciclare i loro introiti.
Daria accetta l'incarico, senza rivelare che Gemini (cioè Pietro) è suo padre, lei vuole approfittarne per capire le ragioni per cui ha abbandonato la famiglia. Torna al The Rome e i servizi segreti le danno diecimila euro, è la tassa di iscrizione per la sala poker dove giocherà contro Gemini. Mentre Daria è alla zona bar a parlare con Alberto, nota due persone dall'aria strana, sono due agenti dei servizi segreti che le affidano una siringa di epinefrina. Gemini inizia a sentirsi male, hanno avvelenato lo champagne da dove Gemini ha bevuto, rischia uno shock anafilattico. Daria con la siringa gli salva la vita, e lui istintivamente la chiama "Bambolina" come quando era piccola.
- Ascolti: telespettatori 2 269 000 – share 13,20%[4].

## Seconda puntata
Daria confessa a Jamilah che Infantino in realtà è Pietro, suo padre, intanto Ettore vuole delle spiegazioni da Longardi, non lo aveva messo al corrente del suo piano, ovvero mettere Daria nella posizione di salvare Gemini con l'epinefrina. Longardi ha preferito non dire nulla in modo che la reazione di Daria e il suo salvataggio fossero spontanei.
Daria va a casa di Davide, ad accoglierla c'è la cognata Marta, vuole consultare la documentazione sulla morte del padre, però è costretta ad andarsene, infatti a Marta non piace che Daria parli di Pietro davanti ai figli, visto che in passato aveva affiliazioni criminali. Gemini in segno di riconoscenza a Daria, la invita a un'asta di cavalli purosangue. Daria tenta di parlare con lui sperando di convincerlo a essere sincero con la figlia, ma Gemini le rivela che 26 anni prima ebbe un incidente con l'auto, sopravvisse ma perse ogni ricordo del proprio passato, questo spiegherebbe perché non la riconosce. Gemini le dà duecentimila euro, è la tassa di iscrizione a una partita di texas hold 'em alla quale partecipa il benestante imprenditore Monti, il vincitore otterrà un purosangue dell'asta, e vuole che Daria partecipi al suo posto.
Daria batte Monti e vince, anche grazie all'incoraggiamente di Ettore. Quest'ultimo inizia a entrare in maggior confidenza con Daria rivelandole che prima lavorava per il GICO, ma dato che i suoi superiori non approvavano le sue iniziative, hanno costretto lui e i membri della sua squadra (Walter e Mariangela) ad accettare un modesto incarico alla sicurezza aeroportuale, lui ci tiene a portare a termine con successo questa operazione per riscattare la propria carriera.
Monti e Gemini invitano Daria a cena al The Rome, Ettore le spiega che nell'albergo c'è una cantina, è un posto dove non c'è videosorveglianza, ma è presente una porta blindata, le dà una carta magnetica e la usa per aprirla, scoprendo che dall'altra parte c'è un corridoio che porta a una camera segreta. Alberto le rivela che in quella cantina, apparentemente conservano dei vini pregiati, ma ha capito che è solo una copertura, infatti ha notato varie volte che quella cantina è frequentata da gente losca. Davide va al The Rome con Marta e degli amici, e proprio lì, per un breve momento, vede Pietro, scoprendo che Daria non mentiva: il padre è ancora vivo.
Il giorno dopo Daria va a casa di Davide e gli confessa che sta collaborando con i servizi segreti per avvicinarsi al padre pur non avendoli informati di essere la figlia di Gemini. Davide tuttavia non crede alla storia dell'amnesia, lui è convinto che Pietro avesse premeditato di inscenare una falsa morte per abbandonare i figli e proseguire indisturbato con la propria vita criminale, ha capito però che Daria a causa dell'affetto che nutre per il padre vuole credere alle sue bugie per giustificarlo. Davide decide tuttavia di non interferire nell'indagine di Daria, inoltre prova a riaprire il caso sulla scomparsa di Pietro avvenuta anni prima sperando di scoprire qualcosa, notando che non era stato effettuato l'esame autoptico.
Gemini dà a Daria ventimila euro in criptovalute per premiarla di aver battuto Monti a carte, inoltre quest'ultimo invita Gemini a una festa nella sua villa, e Daria convince Gemini a estendere l'invito anche a lei, con Ettore e i suoi colleghi che appostati all'esterno e ben nascosti monitoreranno tutto quanto. Ettore porta Daria a una boutique per scegliere un abito elegante per la festa, una volta lì Daria posiziona dei microfoni ma vede Monti regalare a Gemini un dipinto di Jonah Van den Mayer, un pittore fiammingo poco conosciuto. Daria ricorda infatti che anche quando era piccola, Pietro era un suo estimatore, ciò è la prova che non ha perso la memoria.
Gemini riaccompagna con l'auto Daria al San Biaggio ma durante il tragitto sono entrimbi vittime di un'imboscata, alcuni uomini incappucciati si mettono a sparare. Gemini aiuta Daria a mettersi al riparo, interviene Ettore che aiuta Menin a mettere in fuga gli uomini che hanno organizzato l'imboscata. Daria, mentre è sola con suo padre, lo costringe ad ammettere che non ha perso la memoria e che ha sempre saputo che lei è sua figlia. Lui le rivela che è a conoscenza del fatto che lavora con i servizi segreti, ma le suggerisce di non fidarsi di quella gente perché è per proteggere lei e Davide da loro che dovette abbandonarli. Mentre Monti è tutto solo nella sua villa a bordo piscina, viene raggiunto da Gemini che lo uccide sparandogli. Ettore riesce a trovare Daria, sollevato nel constatare che sta bene, anche se lei è visibilmente sconvolta da tutto quello che sta capitando, in un momento di debolezza lo bacia.
- Ascolti: telespettatori 1 996 000 – share 12,60%[5].

## Terza puntata
Longardi e Ettore vanno nella villa di Monti e trovano il suo cadavere, mentre Daria rivela a Davide quello che è accaduto. Suo fratello la esorta a non credere alle parole di Pietro, lui vuole far credere a Daria che i servizi segreti la stanno manipolando ma probabilmente le sta solo raccontando delle menzogne. Daria è però convinta, indipendentemente da tutto, che i servizi segreti abbiano sempre saputo che Pietro non era morto.
Daria sorprende Ettore chiedendogli di portarla nella sua casa, una volta lì fa l'amore con lui. Intanto Davide indaga su quello che accadde 26 anni prima, in effetti il documento originale dell'autopsia è scomparso, ufficialmente per problemi di archiviazione, il medico legale che si occupò del caso era ormai invecchiato, è morto, tuttavia Davide rivela alla sorella che girava voce che Pietro fosse un informatore della polizia.
Davide e Daria vanno in una casa di riposo e lì incontrano Erba, era un conoscente di Pietro, lui infatti ammette che il padre di Davide e Daria era coinvolto in alcuni giri mafiosi, inoltre rivela che un uomo di nome Michele Alberico è venuto a trovarlo facendo anche lui domande molto simili alle loro. Daria e suo fratello scoprono che Michele in realtà è Longardi. Ettore intanto chiede al custode giudiziario le chiavi dell'appartamento di Daria che è sotto sequestro, una volta entrato lì trova la foto di Infantino, ovvero Gemini, scoprendo che in realtà è Pietro Girardi, il padre di Daria.
Alberto invita Daria e Jamilah a un concerto dove lui suonerà il violoncello, proprio lì Daria nota gli agenti dei servizi segreti che la stanno pedinando. Jamilah, su richiesta dell'amica, attiva l'allarme antincendio, tutti escono dall'edificio e Daria nella confusione riesce a scappare, viene raggiunta da Pietro che la fa salire sulla sua auto e insieme si allontanano. Pietro le chiede di salire con lui su un furgone, deve portarla con lui in un luogo sconosciuto, tuttavia Daria con la scusa che deve andare in bagno, si allontana brevemente, il tempo di lasciare sul cellulare di Davide un messaggio vocale.
I servizi segreti di mettono sulle tracce di Daria, quindi Ettore chiede aiuto a Jamilah e Davide, quest'ultimo gli fa ascoltare il messaggio vocale. Ettore, Walter e Mariangela iniziano un'indagine, chiedono aiuto a Salvo, il marito di Mariangela, che lavora in polizia, lui infatti esamina il messaggio vocale, e in sottofondo sente un uomo parlare in lingua serba affermare che la destinazione è Bajakovo nel confine serbo. Infatti è lì che Pietro ha portato la figlia, in una villa. Pietro le confessa che la polizia si era rivolta a lui per collaborare in un'indagine: visto che frequentava le bische poteva entrare nei giri del crimine organizzato, e scoprire come investivano e ripulivano i loro guadagni illeciti.
Pietro spiega a Daria che, indagando, aveva scoperto che Longardi collaborava segretamente con le cosche criminali, Longardi provò a ucciderlo mettendo quella bomba nella sua auto, l'uomo che aveva assoldato per montare la bomba finì accidentalmente per innescarla troppo presto, lui morì mentre Pietro ne approfittò per scappare iscenando la propria morte, il cadavere rinvenuto nell'auto era quello del collaboratore di Longardi che posizionò la bomba, nessuno lo scoprì perché lo stesso Longardi insabbiò il caso. In effetti l'impresa criminale in cui si era infiltrato lo aiutò a nascondersi, lo torturano per mesi finché non lo convinsero a passare dalla loro parte amministrando il loro patrimonio finanziario, dato che ufficialmente era morto, era l'uomo perfetto per loro dal momento che passava inosservato. Pietro è stanco di lavorare per loro, infatti vuole essere libero, ha raccolto contro il cartello molte prove incriminanti, raccolte in un database che aveva affidato a Monti, quest'ultimo però lo ha venduto a un uomo di nome Giulio Palamara, Pietro ha ucciso Monti perché era un collaboratore inaffidabile.
Per riottenere il database, Pietro ha bisogno di Daria, in passato Palamara lavorava per il cartello, dopo essersi ritirato ha aperto un night club a Belgrado nel quale guadagna anche con il gioco d'azzardo. Nel night club c'è un caveau, è lì che è custodita la cassaforte contenente il database, una volta che se ne impossesserà lo consegnerà alle autorità, otterrà la libertà e distruggerà il cartello. Il caveau viene aperto solo quando un cliente vince un'enorma cifra in denaro a blackjack, Daria deve vincere ai tavoli, così Palamara sarà costretto a far aprire il caveau, Pietro ne approfitterà per entrarvi, e raggiunta la cassaforta la aprirà attraverso la chiave di lettura nel dipinto di Van den Mayer (che era solo un falso) che Monti gli aveva regalato, nel quale è nascosto il codice QR che aprirà la cassaforte.
Ettore, insieme a Mariangela e Walter, raggiunge la Serbia, incontra Daria al night club, le rivela di aver scoperto la verità, cioè che Gemini è suo padre, Daria si scusa per averglielo nascosto ma gli chide di avere pazienza e di darle la possibilità di portare a termine l'incarico che Pietro le ha affidato. Daria grazie alla sua abilità nel conteggio delle carte vince al banco, quindi Palamara autorizza l'apertura del caveau, nel quale Pietro riesce a entrare dopo che i suoi uomini si sostituiscono alle guardie di sicurezza. Trova la cassaforte e la apre con il codice QR prendendo possesso del database.
Pietro si appresta a lasciare il night club con la figlia e le sue guardie del corpo, ma Ettore, Walter e Mariangela armati di pistole li fermano tenendoli sotto tiro, infatti Daria ha tradito suo padre lasciando che i servizi segreti lo arrestassero. Aveva notato che una delle guardie del corpo di Pietro ha un tatuaggio identico a quello di uno degli uomini che avevano sparato nell'imboscata dove Pietro l'aveva protetta, che in realtà era solo una messa in scena orchestrata da suo padre per manipolarla e conquistarsi la sua fiducia. Uno degli uomini di Pietro prende Daria in ostaggio ma Ettore gli spara e lo uccide mentre Pietro ora è in arresto.
- Ascolti: telespettatori 1 659 000 – share 10,60%[6].

## Quarta puntata
Ettore preferisce tenere sotto custodia Pietro piuttosto che sbatterlo in prigione, tuttavia lui e Daria si stanno allontanando, Ettore non è arrabbiato con lei per aver tentato di aiutare il padre dato che erano motivata dall'affetto per il genitore, ma solo perché non ha saputo fidarsi di lui, accusandola di everlo sedotto solo per manipolarlo. Daria è mortificata, sa di aver sbagliato, ma giura di non aver fatto l'amore con lui per trarlo in inganno, Ettore le dà comunque il permesso di parlare con Pietro, il quale ammette che l'imboscata era solo un espediente per farla passare dalla sua parte. Ettore propone a Pietro un accordo: lo farà inserire nel programma di protezione testimoni, ma deve aiutarlo a mettere in trappola tutti i leader del cartello, dovrà convocarli al The Rome con una scusa.
I servizi segreti danno a Davide il permesso di parlare con suo padre, è da tanto che non lo vedeva, Pietro è contento di poterlo incontrare, e anche se Davide gli è ostile per aver abbandonato lui e Daria, tradisce anche il suo affetto per Pietro. Ettore porta la procura dalla sua parte, gli danno la titolarità sull'operazione, mentre Longardi viene allontanato. Daria torna al San Biaggio e sotto il cuscino del proprio letto trova un cellulare e telefona al numero in memoria: a rispondere è Longardi che le chiede di raggiungerlo a casa sua.
Longardi rivela a Daria che Pietro era il suo migliore amico, sapeva che era vivo ma ha insabbiato la faccenda perché temeva di metterlo in pericolo non sapendo cosa il cartello volesse farne di lui. Daria adesso ha capito che è stato Longardi a farla arrestare, aveva organizzato tutto affinché svolgesse i lavori socialmente utili al Rome-Fiumicino International Airport, era stato Longardi a far sì che l'olio venisse versato nella zona nastri, desiderava che Daria vedesse Pietro mettendola nella posizione di collaborare con i servizi segreti. Longardi la mette in guardia, Ettore rischia moltissimo perché egli non sarà capace di gestire un uomo come Pietro.
Daria, pur di proteggere Ettore, accetta di collaborare con lui alla fase finale dell'operazione, anche Alberto decide di aiutare Ettore e la sua squadra vista la sua posizione di impiegato al The Rome. Ciò che vuole Ettore è arrestare Thomas Santucci, suo padre fu uno dei fondatori del cartello, se lo mette dietro le sbarre gli altri capi del cartello si sentiranno minacciati e a quel punto Pietro avrebbe un pretesto per convocarli tutti al The Rome. Pietro, Daria e Ettore, nell'hotel, accolgono Santucci, il quale è accompagnato dalla moglie Brigitte, Pietro li ha fatti chiamare con la scusa di voler discutere di affari. In questa copertura Daria e Ettore devono fingersi una coppia, Alberto assegna ai due una camera tutta per loro, però Ettore preferisce mantenere con Daria una distanza, tanto che non vuole nemmeno dividere il letto con lei.
Grazie a un cortocircuito provocato al The Rome dai servizi segreti, Daria ha l'occasione di entrare per pochi minuti nella suite di Santucci e Brigitte, e scopre che le prove incriminanti degli illeciti di Santucci sono salvate in un quantum computer, purtroppo non può essere craccato. Soltanto un altro quantum computer può violarne un altro, la squadra di Ettore ne ottiene uno sequestrato alla camorra ma prima di tutto bisogna accendere il computer di Santucci che però risponde solo alle sue impronte digitali. Dal momento che Brigitte è attratta da Ettore, egli finge di volerla sedurre, lei lo porta nella sua suite, Daria telefona a Brigitte il tempo di distrarla permettendo a Ettore di accendere il computer usando un'impronta modellata simile a quella di Santucci.
L'operazione ha successo, e infatti ottenute tutte le prove per incriminare Santucci, egli viene arrestato. Mentre Ettore è solo nella sua suite con Daria, inizia a sentirsi male, e perde i sensi. Sopraggiunge Pietro il quale ammette di averlo avvelenato, egli è disposto a salvarlo ma solo a patto che Daria lo aiuti a fuggire una volta che l'operazione sarà conclusa, e lei non ha altra scelta che accettare. Quello che ha usato su Ettore è un veleno di sintesi, per salvarlo bisogna iniettargli due dosi di antidoto, la prima la inietta subito, ciò lo aiuterà a sentirsi bene (seppur temporaneamente) per le prossime 36 ore. Daria, in uno slacio di rabbia, spinge suo padre contro una parete, a Pietro cade la provetta che conteneva l'antidoto. Il mattino dopo Ettore si sveglia, ignaro che in lui circola un veleno letale, Daria gentilmente lo aiuta a radersi la barba, ma è solo un pretesto per infliggergli un taglio e pulirgli il sangue con un fazzoletto.
Daria consegna la provetta (che aveva raccolto dal pavimento) e il fazzoletto sporco del sangue di Ettore a Davide, sa che Ettore è troppo orgoglioso, preferirebbe morire piuttosto che scendere a patti con Pietro, ecco perché non vuole rivelargli del veleno. Davide consegna il fazzolletto a un esperto di sua fiducia affinché, analizzando il sangue di Ettore, possa scoprire quale veleno ha usato Pietro. Quest'ultimo convoca al The Rome i membri di spicco del cartello, tra cui Don Giovanni Bianco, colui che lo fondò. Daria ha capito che Longardi non c'entrava niente con l'esplosione dell'auto avvenuta 26 anni prima, Pietro aveva messo quella bomba nell'auto per fuggire dai servizi segreti e fingersi morto, inoltre Daria intuisce che lui sarebbe scappato una volta consegnato il database alle autorità, non voleva entrare nel programma di protezione testimoni. Pietro ammette che desiderava scappare con Daria, ma lei facendo sì che Ettore lo arrestasse, ha costretto suo padre a cambiare piano.
Davide spiega a Daria che dal sangue non è possibile identificare la tossina, ma si sono resi conto che nella provetta c'è un numero di serie, forse serve a identificare il veleno. Daria chiede aiuto a Longardi il quale vedendo il numero di serie intuisce che il velono appartiene a Santucci, è da lui che Pietro si è procurato la tossina dato che produce veleni nell'Est Europa. Alberto, su richiesta di Daria, entra nella suite di Yuri sperando di trovarvi la seconda dose di antidoto, Yuri lo coglie sul fatto ma interviene Ettore che lo salva mettendo Yuri fuori combattimento, tuttavia non trova l'antidoto. Nella stanza segreta del The Rome, alla quale si accede dalla cantina, i leader del cartello si mettono a discutere con Pietro, che però con una scusa si allontana, attivando un congegno lì nascosto che farà disperdere un gas tossico: il suo piano è quello di uccidere i membri del cartello.
Ettore e la sua squadra fanno evacuare la cantina, Mariangela trova il dispositivo e Ettore lo disinnesca impedendo il rilascio del gas. Pietro scappa con Renato ma rivela a Daria dove trovare la seconda fiala di antidoto, all'interno di un peluche all'entrata di un luna park dove portava Daria e Davide da bambini. Ettore inizia a sentirsi male, Longardi però grazie ai suoi contatti in Svizzera trova la formula del veleno e la invia sul cellulare di Daria, si tratta di viniltereftalato di ammonio. Daria rivela a Davide della tossina, ora il chimico a cui si è rivolto può mettere a disposizione il giusto antidoto che viene dato a Ettore il quale è salvo.
Ettore vuole dare la caccia a Pietro, lui e Daria vanno al luna park e all'entrata trovano il peluche con dentro la fiala di antidoto, non aveva mentito. Mariangela informa Ettore che è stato appiccato un fuoco, ma Daria intuisce che è stato Pietro, si è assicurato un diversivo per tenere impegnati i soccorsi aerei e fuggire indisturbato. Renato, alla guida di un aeroplano, si appresta a fuggire con Pietro da una pista di decollo, ma arrivano Ettore e Daria, quest'ultima di mette davanti all'mezzo che sta per decollare, quindi Pietro spara a Renato e lo uccide fermando l'aereoplano e impedendo la morte di sua figlia. Ettore e la sua squadra arrestano Pietro, ma lui non vuole più avere nulla a che fare con Daria, non ha voluto rivelargli che era stato avvelenato benché fosse un suo diritto saperlo. Ettore è della convinzione che Daria non potrebbe mai amarlo perché, in amore, la fiducia reciproca è la cosa più importante, ma lei ha sempre dimostrato di saper solo mentire. Ettore si allontana da Daria e lei gli dice «Io ti amo» senza che lui la sentisse.
È trascorso ormai un po' di tempo, Jamilah e Alberto stanno insieme e convivono, Davide va a trovare ogni tanto Pietro in carcere notando che suo padre, benché sia in prigione, ora è più sereno dal momento che non è più costretto a scappare, mentre Daria è tornata a casa sua e mentre pranza con Davide, Marta e i loro figli, non si accorge che Longardi e Ettore la stanno osservando, appostati all'esterno della casa. Ettore la guarda con un'espressione amareggiata, in ogni caso anche se il cartello è stato eliminato, Longardi gli rivela che desidera offrire a Daria un lavoro nei servizi segreti, può aiutarli in altre indagini, e vorrebbe che Ettore l'affianchasse perché loro due sono un'ottima squadra. Nella scena finale, Longardi va a trovare Pietro in carcere dove quest'ultimo le dice: «Ciao amico mio. Cosa ti porta qui?».
- Ascolti: telespettatori 1 756 000 – share 11,80%[7].